# Хаїдарі
Хаїдарі (грец. Χαϊδάρι), давньогрецька/кафаревуса Хаїдаріон (Χαϊδάριον) — місто в Греції, в номі Афіни, передмістя Афін. Хаїдарі розташований між двома гірськими вершинами Егалео, на південний схід від Елефсину та на північ від Пірея.
На південь від міста прокладено ділянку Аттікі-Одос, на захід — афінський проспект Кіфіссіас (GR-1/E75), на північний захід — проспект Посейдона. Дістатись до Хаїдарі можна також Афінським метрополітеном.

## Населення
| Рік  | Населення |
| ---- | --------- |
| 1981 | —         |
| 1991 | 44,831    |
| 2001 | 45,227    |

## Визначні пам'ятки
- Монастир Дафні
- Вежа Палатакі
- Ботанічний сад Діомідіос
- Концентраційни табір Хаїдарі

## Спорт
| Клуб    | Ліга                  | Майданчик | Місткість | Заснований |
| ------- | --------------------- | --------- | --------- | ---------- |
| Хаїдарі | Гамма Етнікі — футбол | «Хаїдарі» | 3 000     | 1937       |